# Miroslav Stoch
Miroslav Stoch, född 19 oktober 1989 i Nitra, Tjeckoslovakien, är en slovakisk fotbollsspelare (mittfältare) som spelar för Slovan Liberec. Han debuterade i det slovakiska landslaget i februari 2009 och deltog under VM 2010.
Den 7 januari 2013 vann han Fifa Puskás Award för årets mål 2012, före spelare som Radamel Falcao och Neymar.
Stoch debuterade i moderklubben FC Nitras A-lag 2005 och medverkade i tre ligamatcher innan han värvades av Chelsea året därpå. Under fyra år i Chelsea spelade han fyra ligamatcher och tillbringade säsongen 2009-2010 på lån i den nederländska klubben Twente. Den 11 juni 2010 meddelade Fenerbahçe att man hade köpt Stoch från Chelsea för 5,5 miljoner euro. Han blev sedan utlånad till PAOK.

### Webbkällor
- ”Miroslav Stoch, official website”. miroslavstoch.com. http://www.miroslavstoch.com/career/. Läst 15 juni 2010.